# Моршанско-Сызранская железная дорога
Моршанско-Сызранская железная дорога — железная дорога в Российской империи, построенная на средства частного капитала.

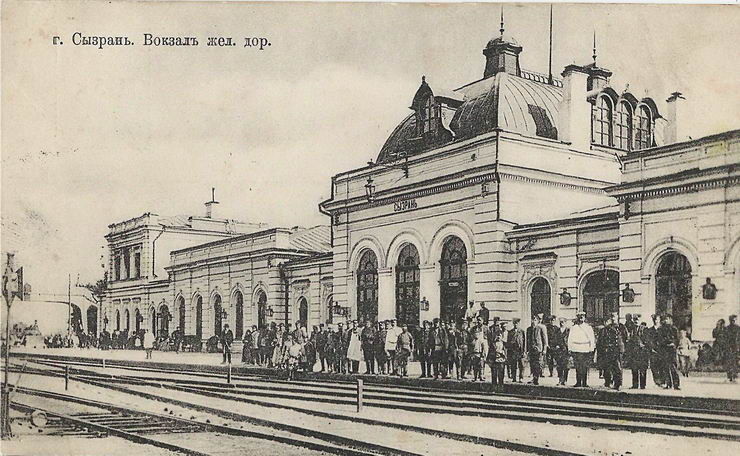
Вокзал ст. Сызрань

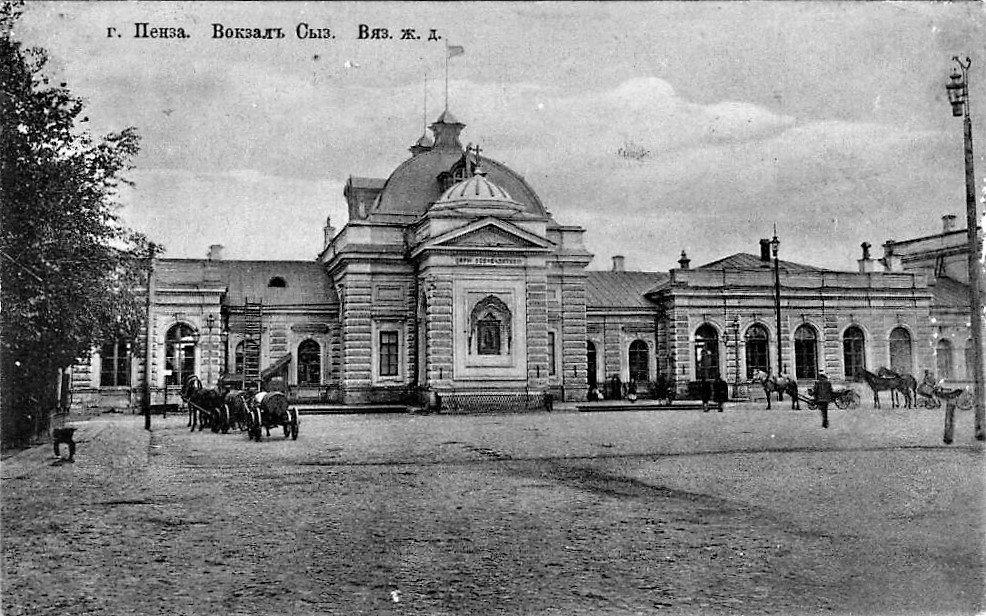
Вокзал ст. Пенза

## История
Разрешена к постройке в мае 1872 года. Концессию на её постройку получил С. Д. Башмаков. Дорога была введена в эксплуатацию в октябре 1874 года, когда 12 октября первый поезд из Моршанска прибыл на конечный пункт — станцию Батраки (ныне — в городе Октябрьск). Окончательно строительные работы завершены в начале 1875 года. Максимальный продольный уклон пути на железной дороге был 10 ‰, наименьший радиус кривых в поворотах — 640 м .
В период строительства дорогу возглавлял главный инженер П. А. Борейша. Затем начальником дороги был назначен начальник VII строительного участка инженер В. М. Лахтин.
В 1875—1878 годах на Моршанско-Сызранской железной дороге под руководством начальника службы тяги А. К. Бема при участии молодого инженера В. И. Лопушинского впервые проводились тягово-теплотехнические (динамометрические и индикаторные) испытания паровозов.
С 1890 года часть казённой Сызрано-Вяземской железной дороги, ныне Куйбышевская железная дорога